# Philippe Rousseau
Philippe Rousseau (født 22. februar 1816 i Paris, død 5. december 1887 i Acquigny) var en fransk maler, bror til Théodore Rousseau.
Rousseau studerede under Gros og Bertin. I begyndelsen malede han landskaber. Efterhånden blev dyreverdenen hans speciale; hans fremstilling her var ofte humoristisk genremæssig. Hans betydelige koloristiske evner træder måske stærkest frem i hans mange fortræffelige stillebensstykker. Til de mest kendte arbejder hører: Kid spisende blomster og Storke holder hvil (begge i Luxembourg-museet), En frokost (museet i Valenciennes), Marked (museet i Caen) etc.